# 中條誠一
中條 誠一（なかじょう せいいち、1949年 - ）は日本の経済学者。専門分野は国際金融論および外国為替論。世界金融危機やアジアの通貨システム改革、通貨統合の研究を行っている。特に、John Williamsonによって提唱された、完全なドルペッグでもなく、また完全な変動相場制度でもないアジアにおける中間的な為替制度(ソフトペッグ：BBCルールによる通貨バスケット制度)の研究やアジアにおける通貨統合の研究で知られる。証券経済学会、日本金融学会、日本貿易学会、日本国際経済学会に所属しており、2008年10月より日本国際経済学会の理事を務める。
1949年に新潟県に生まれ、中央大学に入学・卒業ののち、1973年に中央大学大学院経済学研究科修士課程修了。大阪市立大学商学部助教授・教授を務めたのち、1996年に中央大学経済学部教授に就任。1993年大阪市立大学より博士（商学）を取得。論文の題は「貿易企業の為替リスク管理」。 